# Březová smola

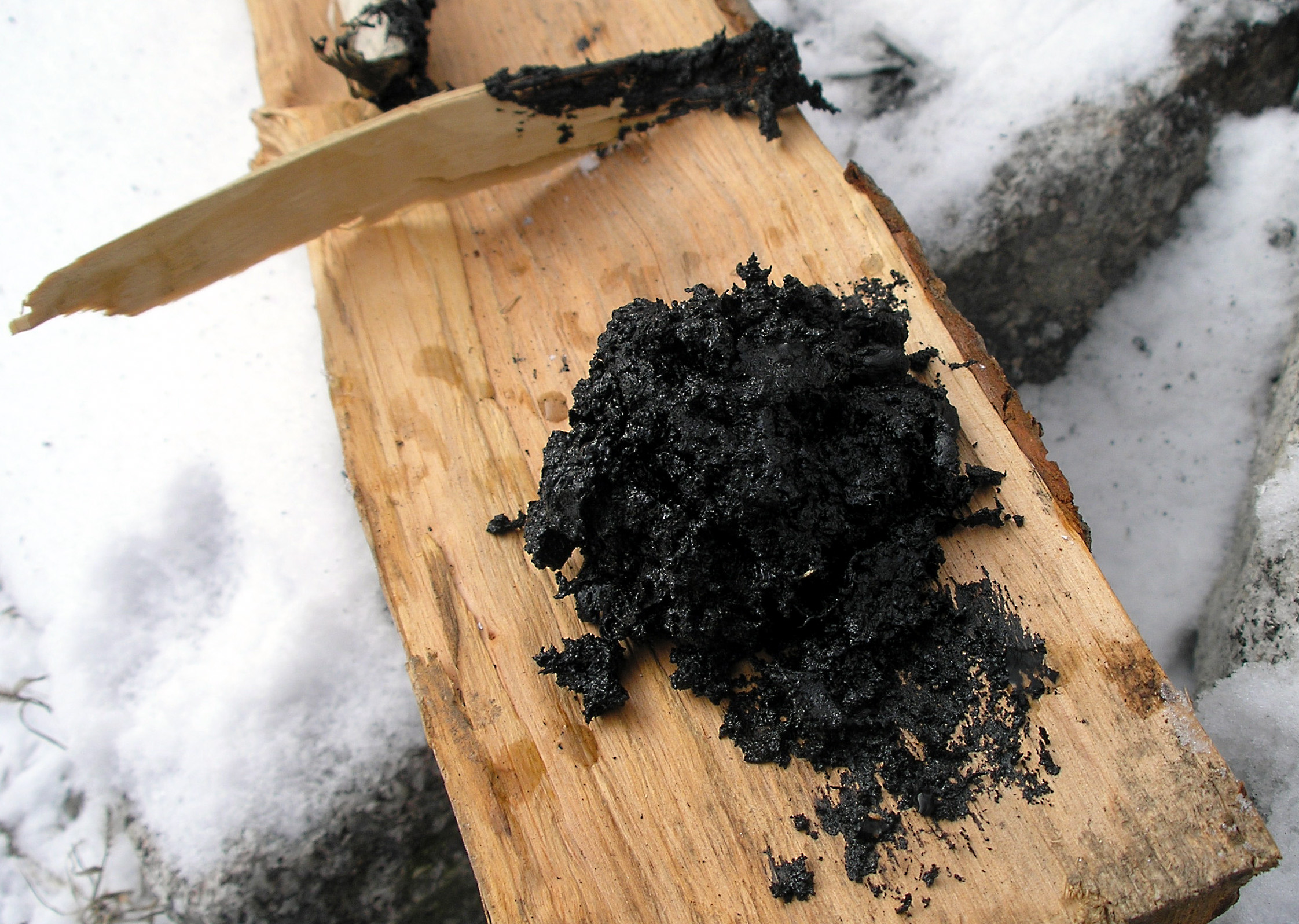
Březová smola

Březová smola je černá, viskózní až tuhá hmota, která vzniká pyrolýzou březové kůry a vzhledem připomíná dehet. Během procesu zpracování březové kůry nejdříve vzniká dehet, ze kterého následně může vzniknout smola. Od pravěku se používala jako univerzální lepidlo. Březová smola se mimo jiné používala i k utěsnění kánoí a lodí.

## Archeologické důkazy z paleolitu

Jeden z Ötziho hrotů šípů, který byl k násadě připevněn pomocí březové smoly

Již v 60. letech 20. století byly při vykopávkách na lokalitě Königsaue ležící nedaleko Ascherslebenu v Sasku-Anhaltsku objeveny dva kusy smůly datované do středního paleolitu. Geologické stáří vrstev bylo odhadnuto na nejméně 80 tisíc let. Dvě měření pomocí radiokarbonové metody datování smůly z Oxfordu ji datovaly přibližně do 43800 ± 2100 před současností a 48400 ± 3700 před současností.
Organické zbytky byly identifikovány na celkem 83 pazourkových nástrojích z naleziště ležícího poblíž Indenu/Altdortu v oblasti těžby lignitu na Rýnu, které je datované do středního paleolitu a sahá přibližně do eemského interglaciálu, tedy přibližně do období před 120 tisíci lety. Pomocí kombinace optické mikroskopie, rastrovací elektronové mikroskopie (SEM) a energiově disperzní spektroskopie (EDX) byly zbytky identifikovány jako březová smola. Struktury vzorků, jak je vidět v SEM a ve spektrech EDX, byly velmi dobře porovnány se zbytky na mezolitických a neolitických artefaktech a experimentálně vyrobených kouscích březové smoly. Stejnou metodou byla smola identifikována i na přibližně 30 tisíc let starém rydlu z aurignackého naleziště Les Vachons ve Francii, na jehož hrotu byla březová smola.
Zdaleka nejstarší důkazy o výrobě a použití březové smoly pocházejí z Campitella v Itálii (horní údolí řeky Arno). Jedná se o dva kamenné artefakty s ulpívající březovou smolou, které byly datovány před MIS 6 (mořské izotopové stádium), tedy do doby před více než 200 tisíci lety.
Březová smola byla nalezena v mnoha táborech a sídlištích datovaných do mezolitu (přibližně 9600 až 5500/4500 př. n. l.) a neolitu (přibližně 5500 až 2200 př. n. l.). Pokud se zde najdou zbytky šípů o hmotnosti několika miligramů, lze provést analýzu pomocí plynové chromatografie s detekcí betulinu. Tato metoda umožňuje jasně identifikovat materiál jako březovou smolu. Březovou smolu lze vnímat jako první uměle vyráběný polymerní materiál, který kdy lidstvo vynalezlo.
Muž z eneolitu známý jako Ötzi, který zemřel mezi lety 3359 a 3105 př. n. l., se do moderní doby zachoval jako ledovcová mumie. Při jeho nálezu byly objeveny pazourkové hroty, které byly na šípy vyrobené ze dřeva kaliny tušalaj (Viburnum lantana) připevňovány pomocí rostlinných vláken a březové smoly.
V jiných oblastech, kde se břízy nevyskytují, lidé používali k výrobě smoly jiné rostliny s podobnými vlastnostmi. Álvar Núñez Cabeza de Vaca ve své knize Vraky lodí popisuje, že členové jeho expedice dokázali vyrobit smolu ze stromů rostoucích v subtropech. Používali ji k utěsnění podomácku vyrobených lodí, kterými se v roce 1528 plavili z Floridy podél pobřeží Texasu.

## Jednoduchá výroba březové smoly
Experimenty ukázaly, že malé množství použitelné březové smoly lze vyrobit v ohništi bez pomoci keramické nádoby. Dokonce i kultury doby kamenné, které neznaly keramiku, byly schopny tímto způsobem vyrobit dostatečné množství březové smoly.
Podle vysvětlení vědců z Leidenské univerzity, neandrtálci již měli k dispozici různé metody výroby březové smoly. Tito vědci také zjistili, že teplotní rozmezí, ve kterém lze březovou smolu vyrábět, je mezi 200 a 500 °C. Této teploty bylo možné dosáhnout bez cílené regulace teploty pomocí ohnišť z doby kamenné. Novější studie z roku 2019 však dospěly k závěru, že použitelné množství březové smoly lze vyrobit kondenzační metodou, tedy pouhým spalováním březové kůry v blízkosti kamenných nebo kostěných povrchů. Nelze tedy vyloučit, že březová smola v té době vznikala touto jednoduchou metodou a mohla vést k objevu březové smoly, neboť ta mohla tímto způsobem vznikat zcela náhodně. Na konci své přítomnosti v Evropě však neandrtálci používali k výrobě březové smoly složitější výrobní postup. Ten byl založen na konstrukci podzemní pece, která umožňovala regulovat přívod kyslíku. Takto byly vyrobeny dva kusy březové smoly nalezené v Königsaue.

## Pozdější metody výroby březové smoly

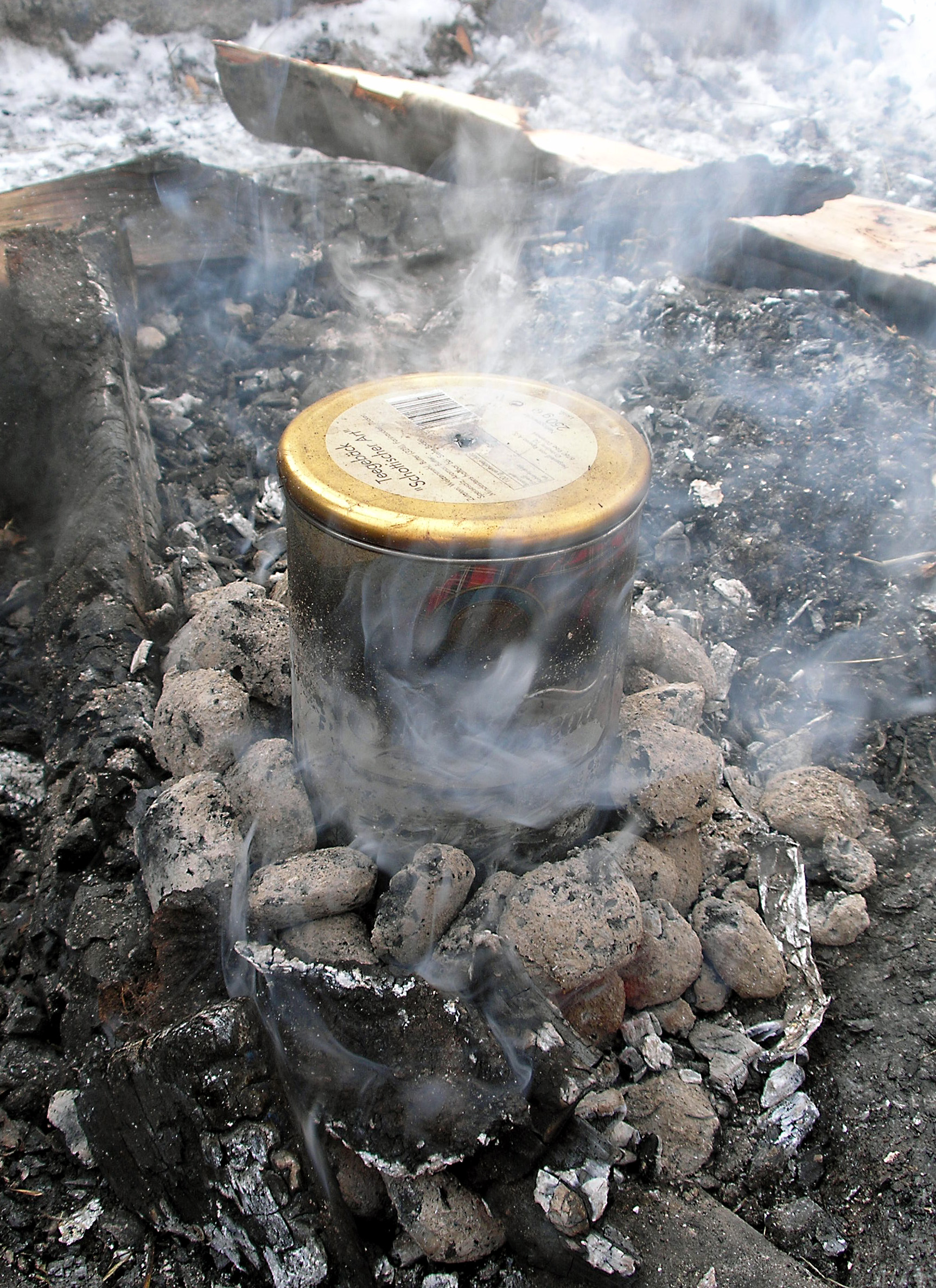
Moderní experimentální zařízení na výrobu březové smoly metodou jednoho hrnce

Chemické analýzy a pokusy ukázaly, že březová smola byla ve středověku vyráběna pyrolýzou (suchou destilací při vysokých teplotách bez přístupu kyslíku).
Během laboratorních experimentů byla březová kůra zahřívána v hermeticky uzavřené nádobě (skelněné retortě) na relativně konstantní teplotu mezi 340 a 400 °C. Ve vzduchotěsné nádobě se březová kůra rozkládala, přičemž vznikl dehet, který se po otevření nádoby přeměnil na březovou smolu.

## Použití
Březová smola byla v době kamenné běžně používaným univerzálním lepidlem. Používala se primárně na připevnění pazourku k násadám u nástrojů a zbraní a zachovala se ve formě černých stop na artefaktech, jako jsou hroty šípů, nože a další nástroje. Za tímto účelem se smola změkčovala teplem, čímž se dala lépe zpracovat. Používala se také k opravě rozbité keramiky a pravděpodobně i k utěsnění nádob vyrobených z organických materiálů (jako je dřevo, kůra a podobně).
Navíc byly na hrudkách březové smoly nalezeny stopy po zubech, což může naznačovat, že se březová smola žvýkala. Takovéto důkazy byly objeveny na mezolitické lokalitě Star Carr a také ve studni kultury s lineární keramikou v Altscherbitzu. Alternativním vysvětlením by mohlo být, že březová smola byla tímto způsobem změkčována před jejím konečným použitím. Toho však bylo možné dosáhnout jednodušeji jejím zahřátím.